# 淮阴县
淮阴县，中国旧县名，在江苏省淮安市境内。
秦朝时置淮阴县，以县域在淮河之南得名，属九江郡。县治淮阴城在今淮安市淮阴区码头镇东北。县域范围包括今清江浦区、淮安区、淮阴区的淮南地域及洪泽区大部。西汉初，封韩信为淮阴侯，为淮阴侯国。后复为淮阴县，属临淮郡，王莽时曰嘉信。其后多有废置。
隋朝大业初年，废楚州，淮阴县并入山阳县。唐朝初年，复置淮阴县，武德七年（624年）废除。乾封二年（667年），析山阳县置。属淮阴郡、楚州。
1914年《改定各省重複縣名及存廢理由清單》，江苏省清河县因与直隶省清河县同名，改名为淮阴县。县治在清江浦。1947年，中華民國內政部编撰的《中華民國行政區域簡表》中，县域面积为2218.25平方公里，人口为459281人，为2等县:12。
2001年，改淮阴县为淮安市淮阴区。